# Arménie Mineure

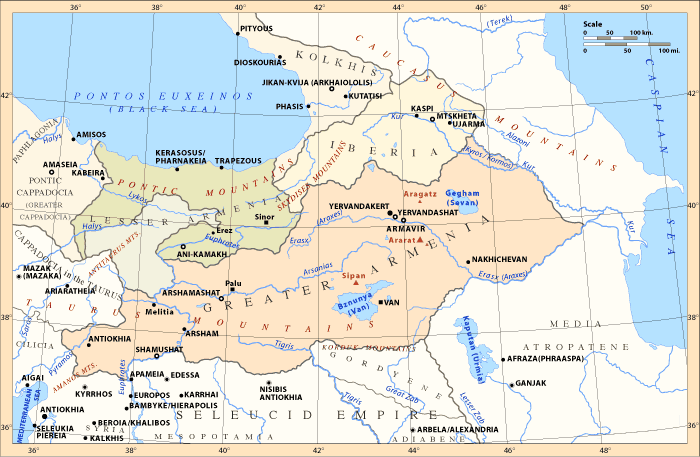
L'Arménie Mineure en vert (le noyau en vert pâle).

Pour les articles homonymes, voir Petite-Arménie.
L'Arménie Mineure ou Arménie Inférieure, également appelée Petite-Arménie (en arménien Փոքր Հայք), couvre les régions autrefois peuplées d'Arméniens situées à l'ouest et au nord-ouest du royaume d'Arménie. Cette couverture géographique a quelque peu varié avec le temps.
Durant l'Antiquité, l'Arménie Mineure connaît une lignée arménienne de rois, ultérieurement remplacés par des rois désignés par Rome, dont le dernier est Aristobule ; la région est alors annexée à l'Empire romain.

## Origines
Les origines de l'Arménie Mineure sont obscures, mais Hérodote mentionne que la région est déjà peuplée d'Arméniens au Ve siècle av. J.-C.. Les différentes terres qui la composent s'unissent en un royaume séparé des autres territoires arméniens dans les deux siècles suivant les conquêtes d'Alexandre le Grand. Il y a divergence quant à l'étendue de ces terres originelles : Nicolas Adontz, qui se base sur la description effectuée par Ptolémée, estime que le noyau de l'Arménie Mineure était constitué de cinq districts situés sur la partie supérieure des cours du Halys et du Lykos, et que le royaume ne s'est étendu vers la côte de la mer Noire qu'ultérieurement, exerçant probablement sa suzeraineté sur cette région peuplée de Khaldaioi et de Tibarenoi ; B. H. Harutyunyan considère quant à lui que les régions proches de la mer Noire (ainsi que la région de Mélitène) faisaient partie du royaume dès l'origine. Quoi qu'il en soit, la région est prospère et connue pour ses élevages de chevaux et de moutons.
Strabon indique que l'Arménie Mineure « a toujours eu ses princes ou dynastes nationaux, lesquels s'alliaient souvent à l'Arménie proprement dite, mais pour agir souvent aussi en dehors d'elle »,. Ceux-ci sont peut-être des Orontides. On retrouve ainsi lors de la paix d'Apamée (188 av. J.-C.) mention d'un « Mithridate, satrape d'Arménie ». Le même, probablement, est mentionné en 179 av. J.-C. comme principal allié de Pharnace Ier du Pont. On retrouve ensuite un certain Antipater ou Antipatros, fils de Sisis, qui cède son royaume — qui s'étend alors jusqu'à Trébizonde et Pharnacia — à Mithridate VI du Pont ; celui-ci y érige 75 forteresses et gagne la loyauté de ses nouveaux sujets, qui lui fournissent cavaliers et archers. La région est cependant prise en 71-70 par Lucullus, récupérée par Mithridate en 69, et finalement reprise par Pompée en 66 av. J.-C..
La capitale du royaume semble avoir été Ani-Kamakh, avant d'être fixée à Nicopolis, ville fondée par Pompée.

## Protectorat romain
Le royaume devient alors un royaume vassal de Rome, qui choisit ses rois, dont Déiotaros de Galatie, Ariobarzane III de Cappadoce et Polémon Ier du Pont ; Auguste le confie ensuite à Artavazde Ier d'Atropatène, auquel succèdent Archélaos de Cappadoce et Cotys IX. Néron offre ensuite l'Arménie Mineure à Aristobule de Chalcis.
En 72, Vespasien décide cependant de l'annexer à l'empire.

## Période romano-byzantine
L'Arménie Mineure, réduite à son noyau originel, est alors intégrée à la province de Cappadoce. Elle garde cependant son identité arménienne ; ainsi, au IVe siècle, l'arménien y est toujours parlé couramment.
Trajan l'annexe à la nouvelle mais brève province d'Arménie, avec la Grande-Arménie et la Sophène. Les réformes de Dioclétien la font réapparaître en tant que province distincte (incorporant également Mélitène) du diocèse du Pont. Cette province est ensuite divisée sous Théodose Ier en Armenia Prima (autour de Sébaste, avec Nicopolis et Satala (en)) et Armenia Secunda (autour de Mélitène.
En 536, les réformes de Justinien abrogent les lois coutumières locales et réorganisent la région en Arménie II et Arménie III, ce qui a pour effet de mélanger l'élément arménien et l'élément grec. Lors de la mise en place des thèmes, elle s'efface alors dans le thème des Arméniaques.
Durant ces siècles, l'Arménie Mineure sert de zone refuge aux Arméniens de Grande-Arménie, persécutés par les Sassanides, et la plaque tournante de l'émigration arménienne. Elle reçoit en outre un grand nombre de réfugiés fuyant les Seldjoukides après 1021.

## Liste des rois
- vers 188/179 av. J.-C. : Mithridate ;
- ? : Antipater ;
- annexion au royaume du Pont ;
- 64-63 av. J.-C. : Ariobarzane Ier de Cappadoce, reçoit l'Arménie Mineure de Pompée ;
- 63-47 av. J.-C. : Déjotarus, tétrarque puis roi de Galatie, reçoit l'Arménie Mineure de Pompée après la mort du précédent ;
- 47-44 av. J.-C. : Ariobarzane III de Cappadoce, reçoit l'Arménie Mineure de Jules César ;
- 44-42 av. J.-C. : Déjotarus, tétrarque puis roi de Galatie, rétabli ;
- 41-36 av. J.-C. : Castor, tétrarque de Galatie ;
- 36-33 av. J.-C. : Déjotarus II Philadelphos ;
- 33-30 av. J.-C. : Polémon Ier du Pont ;
- 30-20 av. J.-C. : Artavazde Ier d'Atropatène, roi de Médie-Atropatène ;
- 20 av. J.-C.-17 ap. J.-C. : Archélaos de Cappadoce ;
- 17-38 : incorporation provisoire à l'Empire romain ;
- 38-54 : Cotys IX de Thrace ;
- 55-72 : Aristobule, fils d'Hérode Pollion de Chalcis ;
- incorporation à l'Empire romain.

## Épiscopats
- Les anciens épiscopats de la province romaine Armenia Prima (I) sont listés dans l'Annuaire pontifical comme sièges titulaires[27] : Berissa (en) ; Colonia in Armenia (Église catholique arménienne) ; Nicopolis ; Pedachtoë ; Satala (en) ; Sivas ; Sebastopolis.
- Ceux de la province Armenia Secunda (II)[27] : Arabissus ; Arga ; Ariarathia ; Comana Armeniae ; Cucusus ; Malatya ; Verissa.
- Ceux de Armenia Tertia (III) : Acilisene ; Camachus (en) ; Citharizum ;Theodosiopolis.